# Efe İnanç
Efe İnanç (* 24. März 1980 in Istanbul) ist ein türkischer Fußballspieler, der für Kocaeli Birlikspor spielt.

## Karriere

### Vereinskarriere
Efe İnanç begann seine Vereinskarriere in der Jugend von Fenerbahçe Istanbul und spielte ab Sommer 1998 für die Reservemannschaft. 1999 wurde er dann Profi-Fußballer, spielte aber weiterhin überwiegend für die Reserve. Lediglich bei zwei Ligaspielen kam er für die Profi-Mannschaft zum Einsatz.
Die Spielzeit 2000/01 verbrachte er ab November 2000 als Leihgabe beim Zweitligisten Izmirspor. Zum Saisonende wechselte er dann endgültig zu Izmirspor.
Zum Sommer wechselte er zum Süper-Lig-Verein Diyarbakırspor. Seinen Vertrag mit Diyarbakırspor löste er bereits nach einem Monat auf und wechselte dann zum Zweitligisten Istanbul Büyükşehir Belediyespor. Hier erreichte er in der Saison 2006/07 mit seiner Mannschaft die Vizemeisterschaft der TFF 1. Lig und stieg in die Süper Lig auf.
Nachdem Istanbul BB zum Sommer den Klassenerhalt in der Süper Lig verfehlt hatte, verließ İnanç den Verein und wechselte zum Zweitligisten Adana Demirspor.
Im Sommer 2014 wechselte er zum Drittligisten Kocaeli Birlikspor.

## Erfolge
Mit Istanbul Büyükşehir Belediyespor
- Vize-Meister der TFF 1. Lig und Aufstieg in die Süper Lig: 2006/07
- Türkischer Pokalfinalist: 2011